# 罗卫
罗卫（？—），女，汉族，中华人民共和国政治人物。现任中国证监会行政处罚委一级巡视员。第十四届全国政协委员。